# Juan Manuel Mata
Juan Manuel Mata García (* 28. dubna 1988 Burgos) je španělský profesionální fotbalista, který hraje na pozici ofenzivního záložníka za turecký klub Galatasaray SK. Mezi lety 2009 a 2016 odehrál také 41 utkání v dresu španělské reprezentace, ve kterých vstřelil 11 branek.

## Klubová kariéra
Mata hrál za rezervní tým Realu Madrid. V roce 2007 odešel do klubu Valencia CF.

### Chelsea FC
Z Valencie jej v roce 2011 koupil londýnský klub Chelsea FC za 23,5 milionu liber.
31. srpna 2012 nastoupil v Monaku v základní sestavě Chelsea k utkání o evropský Superpohár proti španělskému Atléticu Madrid, v němž se střetávají vítěz Ligy mistrů (tehdy Chelsea FC) a Evropské ligy (tehdy Atlético Madrid). Mata hrál do 81. minuty, ale porážce 1:4 společně se svými spoluhráči zabránit nedokázal. 25. září 2012 v utkání anglického ligového poháru proti Wolverhamptonu Wanderers vstřelil gól, Chelsea zvítězila 6:0.
Do jarního šestnáctifinále Evropské ligy 2012/13 byl Chelsea přilosován český klub AC Sparta Praha, Mata nastoupil 14. února 2013 v Praze v základní sestavě, anglický celek zvítězil 1:0 gólem mladého brazilského fotbalisty Oscara. O týden později se Mata představil v odvetě na Stamford Bridge, Sparta dlouho vedla 1:0, ale gól Edena Hazarda ve druhé minutě nastaveného času znamenal postup Chelsea do osmifinále Evropské ligy. Nakonec s Chelsea postoupil až do finále soutěže proti Benfice Lisabon. 15. května 2013 slavil se spoluhráči titul v Evropské lize po vítězství 2:1 ve finále nad Benficou Lisabon.
V závěru sezóny 2012/13 byl zařazen do Jedenáctky roku Premier League (Premier League Team of the Year). 19. května 2013 v posledním ligovém kole Premier League 2012/13 vstřelil gól v zápase s Evertonem, Chelsea zvítězila 2:1, se ziskem 75 bodů skončila na 3. místě a definitivně si tak zajistila účast v Lize mistrů 2013/14.
V sezoně 2013/14 po příchodu kouče Josého Mourinha nedostával tolik příležitostí, trenér preferoval jiné hráče. Velký zájem o něj projevil v lednu 2014 konkurenční Manchester United FC, který sháněl posilu do středové řady a byl ochoten nabídnout 37 milionů liber.

### Manchester United
Transfer do Manchesteru United se nakonec uskutečnil, částka 37 milionů liber byla nejvyšší v historii přestupů manchesterského klubu, překonala 30,75 milionu liber z roku 2008 za příchod bulharského útočníka Dimitara Berbatova. Debutoval 28. ledna v ligovém utkání proti velšskému týmu Cardiff City FC, v němž si připsal asistenci na gól. Manchester United vyhrál 2:0.
Ve finále Evropské ligy UEFA 2016/17 nastoupil v základní sestavě na pravém křídle, dostajíce přednost před Lingardem.
United proti Ajaxu vyhrál 2:0 a Mata tak podruhé triumfoval v Evropské lize.

## Reprezentační kariéra

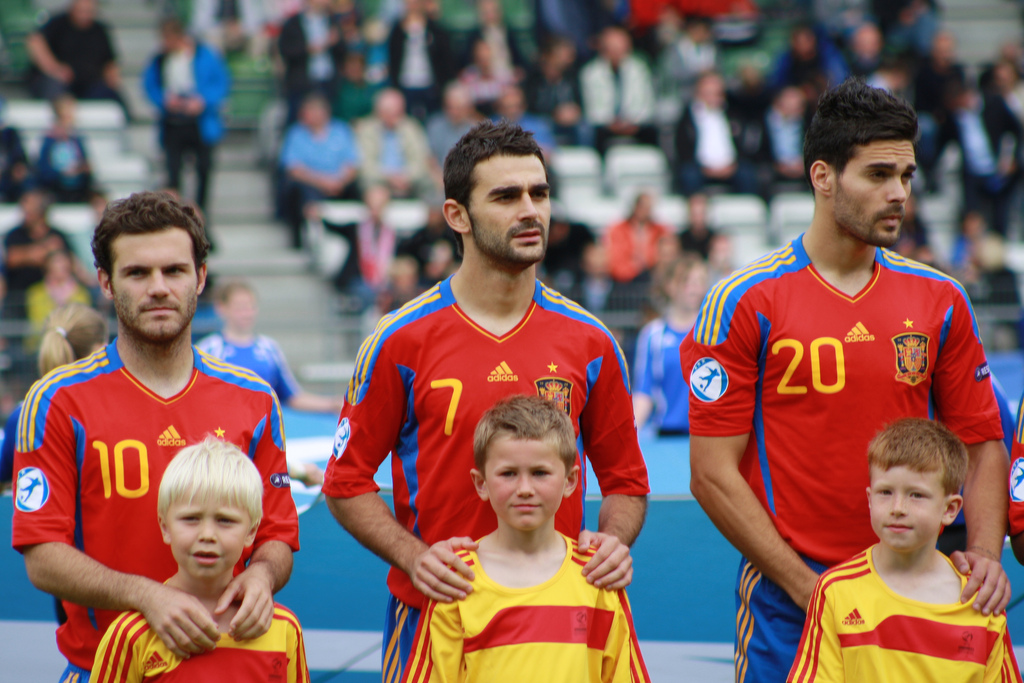
Juan Manuel Mata (#10), Adrián López Álvarez (#7) a Alberto Botía (#20), hrající za španělský tým do 21 let v roce 2011

### Mládežnické reprezentace
Mata působil v mládežnických reprezentacích Španělska.
Se španělským týmem do 19 let vyhrál Mistrovství Evropy hráčů do 19 let 2006 v Polsku, kde mladí Španělé porazili ve finále Skotsko 2:1.

S týmem do 21 let vyhrál roku 2011 Mistrovství Evropy U21 v Dánsku, když Španělé zvítězili ve finále nad Švýcarskem 2:0.
V létě 2012 byl napsán na soupisku pro Letní olympijské hry 2012 v Londýně. Španělsko (které mělo na soupisce i hráče z A-mužstva) zde bylo po vítězství na Euru 2012 největším favoritem, ale po dvou prohrách 0:1 (s Japonskem a Hondurasem) a jedné remíze s Marokem (0:0) vypadlo překvapivě již v základní skupině D. Mata odehrál všechna tři utkání svého týmu.

### A-mužstvo
V A-mužstvu Španělska debutoval 28. března 2009 v domácím kvalifikačním utkání proti Turecku, které Španělé vyhráli 1:0. Mata se dostal na hřiště v 63. minutě.
Se španělskou reprezentací vyhrál MS 2010 v Jihoafrické republice a EURO 2012 v Polsku a na Ukrajině.

Trenér Vicente del Bosque jej vzal na Mistrovství světa 2014 v Brazílii, kde Španělé jakožto obhájci titulu vypadli po dvou porážkách a jedné výhře již v základní skupině B.

## Úspěchy

### Klubové
Valencia CF
- 1× vítěz Copa del Rey (2008)

Chelsea FC
- 1× vítěz Ligy mistrů UEFA (2011/12)
- 1× vítěz FA Cupu (2011/12)
- 1× vítěz Evropské ligy UEFA (2012/13)

Manchester United FC
- 1× vítěz FA Cupu (2015/16)
- 1× vítěz Community Shield (2016)
- 1× vítěz EFL Cupu (2016/17)
- 1× vítěz Evropské ligy UEFA (2016/17)

### Reprezentační
- 1× zlato z Mistrovství světa (2010)
- 1× zlato z Mistrovství Evropy (2012)
- 1× bronz z Konfederačního poháru FIFA (2009)
- 1× zlato z ME U19 (2006)
- 1× zlato z ME U21 (2011)

### Individuální
- Tým roku Premier League podle PFA – 2012/13[7]

## Statistiky
| Klub                 | Ročník  | Liga   | Liga | Liga      | Národní pohár | Národní pohár | Evropské poháry | Evropské poháry | Ostatní* | Ostatní* | Celkem | Celkem |
| Klub                 | Ročník  | utkání | góly | asistence | utkání        | góly          | utkání          | góly            | utkání   | góly     | utkání | góly   |
| -------------------- | ------- | ------ | ---- | --------- | ------------- | ------------- | --------------- | --------------- | -------- | -------- | ------ | ------ |
| Valencia CF          | 2007/08 | 24     | 5    | 1         | 8             | 4             | 0               | 0               | 6        | 0        | 57     | 9      |
| Valencia CF          | 2008/09 | 37     | 11   | 9         | 2             | 1             | 5               | 1               | 6        | 2        | 50     | 15     |
| Valencia CF          | 2009/10 | 35     | 9    | 0         | 2             | 0             | 14              | 5               | 2        | 0        | 56     | 14     |
| Valencia CF          | 2010/11 | 33     | 8    | 13        | 3             | 0             | 7               | 1               | 0        | 0        | 43     | 9      |
| Chelsea FC           | 2011/12 | 34     | 6    | 13        | 7             | 4             | 12              | 2               | 1        | 0        | 54     | 12     |
| Chelsea FC           | 2012/13 | 35     | 11   | 17        | 6             | 1             | 14              | 4               | 7        | 2        | 64     | 20     |
| Chelsea FC           | 2013/14 | 13     | 0    | 2         | 0             | 0             | 2               | 0               | 2        | 1        | 17     | 1      |
| Manchester United FC | 2013/14 | 15     | 6    | 5         | —             | —             | —               | —               | —        | —        | 15     | 6      |
| Manchester United FC | 2014/15 | 33     | 9    | 4         | 2             | 1             | —               | —               | —        | —        | 35     | 10     |
| Manchester United FC | 2015/16 | 38     | 6    | 7         | 4             | 3             | 11              | 1               | 1        | 0        | 54     | 10     |
| Manchester United FC | 2016/17 | 25     | 6    | 3         | 3             | 0             | 3               | 2               | 1        | 0        | 42     | 10     |
| Manchester United FC | 2017/18 | 28     | 3    | 5         | 5             | 0             | 6               | 0               | 1        | 0        | 40     | 3      |
| Manchester United FC | 2018/19 | 22     | 3    | 4         | 3             | 1             | 6               | 1               | 1        | 1        | 32     | 6      |
| Manchester United FC | 2019/20 | 19     | 0    | 2         | 4             | 1             | 10              | 2               | 3        | 0        | 36     | 3      |
| Celkem               |         | ?      | ?    | ?         | ?             | ?             | ?               | ?               | ?        | ?        | ?      | ?      |

Aktuální k 15. dubnu 2020